# Фризенрид
Фризенрид (њем. Friesenried) општина је у њемачкој савезној држави Баварска. Једно је од 45 општинских средишта округа Осталгој. Према процјени из 2010. у општини је живјело 1.485 становника. Посједује регионалну шифру (AGS) 9777128.

## Географски и демографски подаци
Фризенрид се налази у савезној држави Баварска у округу Осталгој. Општина се налази на надморској висини од 736 метара. Површина општине износи 22,2 km². У самом мјесту је, према процјени из 2010. године, живјело 1.485 становника. Просјечна густина становништва износи 67 становника/km².

## Међународна сарадња
| Мјесто      | Држава               | Врста сарадње | Од    |
| ----------- | -------------------- | ------------- | ----- |
| Норт Волшам | Уједињено Краљевство | партнерство   | 1991. |
| Извор       |                      |               |       |